# Chelonomima partiticeps
Chelonomima partiticeps är en tvåvingeart som beskrevs av Günther Enderlein 1914. Chelonomima partiticeps ingår i släktet Chelonomima och familjen vapenflugor. Inga underarter finns listade i Catalogue of Life.